# سولانا بيتش (كاليفورنيا)
سولانا بيتش (بالإنجليزية: Solana Beach)‏ هي مدينة من مدن الولايات المتحدة تقع في مقاطعة سان ديغو، كاليفورنيا تم إعطاءها لقب مدينة في 1 يوليو، 1986. يبلغ عدد سكانها 12867 نسمة وذلك حسب إحصائيات سنة 2010. يبلغ ارتفاع المدينة عن سطح البحر قرابة 22 متر. تبلغ مساحتها 9.386 كم².

## التركيبة السكانية
حدّد مكتب تعداد الولايات المتحدة بيانات التركيبة السكانية لسولانا بيتش في تعداد الولايات المتحدة. في ما يلي، التركيبة السكانية حسب تعدادي 2000 و2010.

### تعداد عام 2000
بلغ عدد سكان سولانا بيتش 12,979 نسمة بحسب تعداد عام 2000، وبلغ عدد الأسر 5,754 أسرة وعدد العائلات 3,280 عائلة مقيمة في المدينة. في حين سجلت الكثافة السكانية 1,424.7 نسمة لكل كيلومتر مربع (3,690.0/ميل2). وبلغ عدد الوحدات السكنية 6,456 وحدة بمتوسط كثافة قدره 708.7 لكل كيلومتر مربع (1,835.5/ميل2).
وتوزع التركيب العرقي للمدينة بنسبة 87.01% من البيض و0.50% من الأمريكيين الأفارقة و0.42% من الأمريكيين الأصليين و3.46% من الأمريكيين ذوي الأصول الآسيوية و0.14% من سكان جزر المحيط الهادئ و5.59% من الأعراق الأخرى و2.89% من عرقين مختلطين أو أكثر و14.81% من الهسبانيون أو اللاتينيون من أي عرق.
بلغ عدد الأسر 5,754 أسرة كانت نسبة 22.6% منها لديها أطفال تحت سن الثامنة عشر تعيش معهم، وبلغت نسبة الأزواج القاطنين مع بعضهم البعض 47.3% من أصل المجموع الكلي للأسر، ونسبة 6.8% من الأسر كان لديها معيلات من الإناث دون وجود شريك، بينما كانت نسبة 2.9% من الأسر لديها معيلون من الذكور دون وجود شريكة وكانت نسبة 43% من غير العائلات. تألفت نسبة 31.5% من أصل جميع الأسر من عدة أفراد يعيشون في نفس المنزل ونسبة 10.4% كانت تتألف من شخص يعيش بمفرده يبلغ من العمر 65 عاماً أو أكثر. وبلغ متوسط حجم الأسرة المعيشية 2.25، أما متوسط حجم العائلات فبلغ 2.83.
بلغ العمر الوسطي للسكان 41.6 عاماً. وكانت نسبة 17.9% من القاطنين تحت سن الثامنة عشر، وكانت نسبة 6.5% بين الثامنة عشر والرابعة والعشرين عاماً، ونسبة 30.9% كانت واقعةً في الفئة العمرية ما بين الخامسة والعشرين والرابعة والأربعين عاماً، ونسبة 27.4% كانت ما بين الخامسة والأربعين والرابعة والستين، ونسبة 17% كانت ضمن فئة الخامسة والستين عاماً فما فوق. يوجد لكل 100 أنثى 97.4 ذكر، ويوجد لكل 100 أنثى في الثامنة عشر من عمرها فما فوق 94.8 ذكر.
بلغ متوسط دخل الأسرة في المدينة 71,774 دولارًا، أما متوسط دخل العائلة فبلغ 96,652 دولارًا. وكان متوسط دخل الذكور 72,028 دولارًا مقابل 41,186 دولارًا للإناث. وسجل دخل الفرد الخاص بالمدينة 48,547 دولارًا. وكانت نسبة 3.4% من العائلات ونسبة 6.7% من السكان تحت خط الفقر، وكان من هؤلاء نسبة 7.7% تحت سن الثامنة عشر ونسبة 5.2% في الخامسة والستين من العمر وما فوق.

### تعداد عام 2010
بلغ عدد سكان سولانا بيتش 12,867 نسمة بحسب تعداد عام 2010، وبلغ عدد الأسر 5,650 أسرة وعدد العائلات 3,283 عائلة مقيمة في المدينة. في حين سجلت الكثافة السكانية 1,412.4 نسمة لكل كيلومتر مربع (3,658.1/ميل2). وبلغ عدد الوحدات السكنية 6,540 وحدة بمتوسط كثافة قدره 717.9 لكل كيلومتر مربع (1,859.4/ميل2).
وتوزع التركيب العرقي للمدينة بنسبة 85.79% من البيض و0.47% من الأمريكيين الأفارقة و0.48% من الأمريكيين الأصليين و3.99% من الأمريكيين ذوي الأصول الآسيوية و0.15% من سكان جزر المحيط الهادئ و5.74% من الأعراق الأخرى و3.39% من عرقين مختلطين أو أكثر و15.92% من الهسبانيون أو اللاتينيون من أي عرق.
بلغ عدد الأسر 5,650 أسرة كانت نسبة 23.4% منها لديها أطفال تحت سن الثامنة عشر تعيش معهم، وبلغت نسبة الأزواج القاطنين مع بعضهم البعض 48.3% من أصل المجموع الكلي للأسر، ونسبة 6.4% من الأسر كان لديها معيلات من الإناث دون وجود شريك، بينما كانت نسبة 3.4% من الأسر لديها معيلون من الذكور دون وجود شريكة وكانت نسبة 41.9% من غير العائلات. تألفت نسبة 30.9% من أصل جميع الأسر من عدة أفراد يعيشون في نفس المنزل ونسبة 11.5% كانت تتألف من شخص يعيش بمفرده يبلغ من العمر 65 عاماً أو أكثر. وبلغ متوسط حجم الأسرة المعيشية 2.28، أما متوسط حجم العائلات فبلغ 2.85.
بلغ العمر الوسطي للسكان 43.7 عاماً. وكانت نسبة 18.5% من القاطنين تحت سن الثامنة عشر، وكانت نسبة 5.7% بين الثامنة عشر والرابعة والعشرين عاماً، ونسبة 27.3% كانت واقعةً في الفئة العمرية ما بين الخامسة والعشرين والرابعة والأربعين عاماً، ونسبة 29.8% كانت ما بين الخامسة والأربعين والرابعة والستين، ونسبة 18.7% كانت ضمن فئة الخامسة والستين عاماً فما فوق. وتوزع التركيب الجنسي للسكان بنسبة 49.4% ذكور و50.6% إناث.

## وصلات خارجية
- الموقع الرسمي